# Allium obliquum
Allium obliquum är en amaryllisväxtart som beskrevs av Carl von Linné. Allium obliquum ingår i släktet lökar, och familjen amaryllisväxter. Inga underarter finns listade i Catalogue of Life.

## Bildgalleri

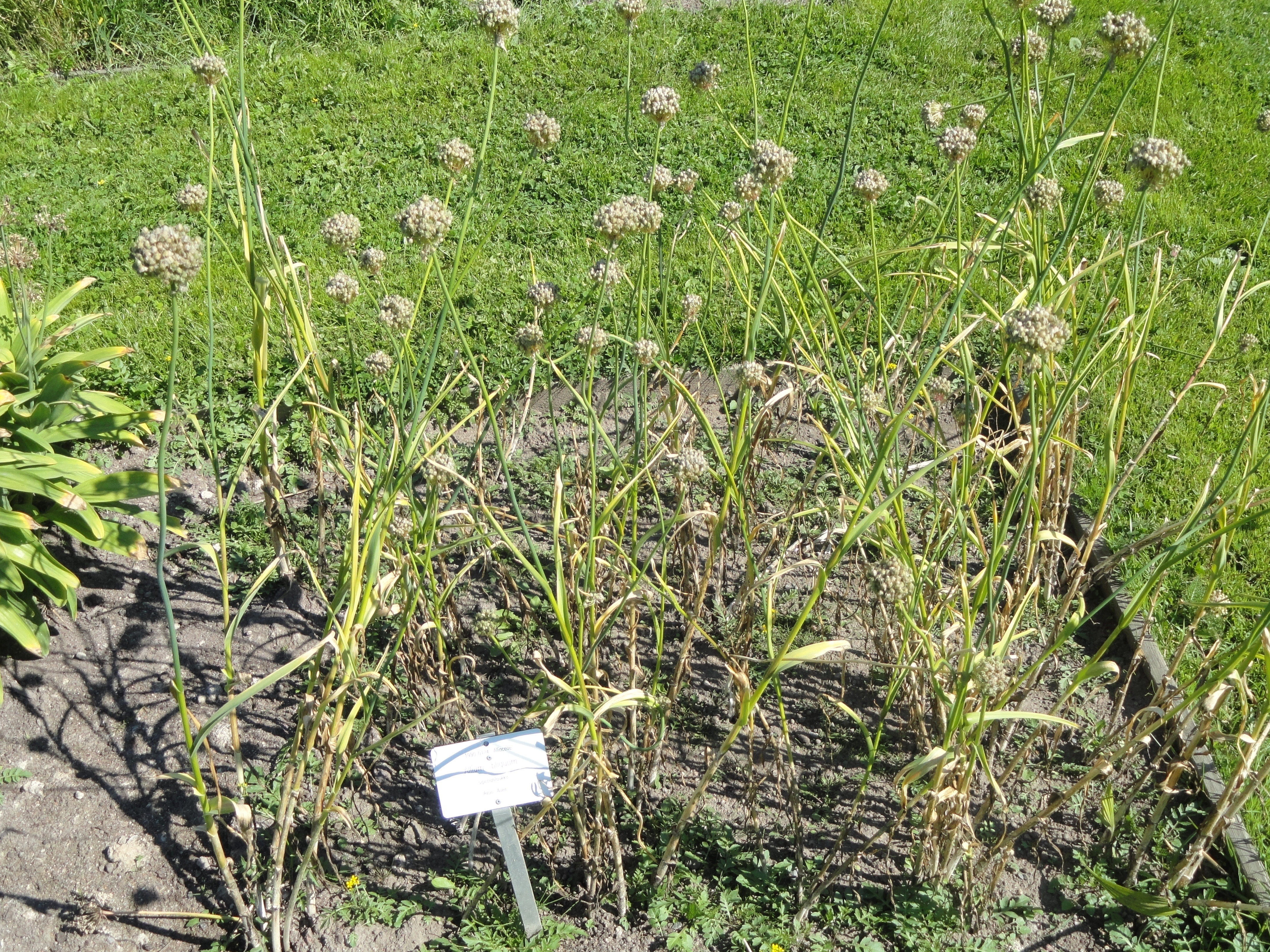
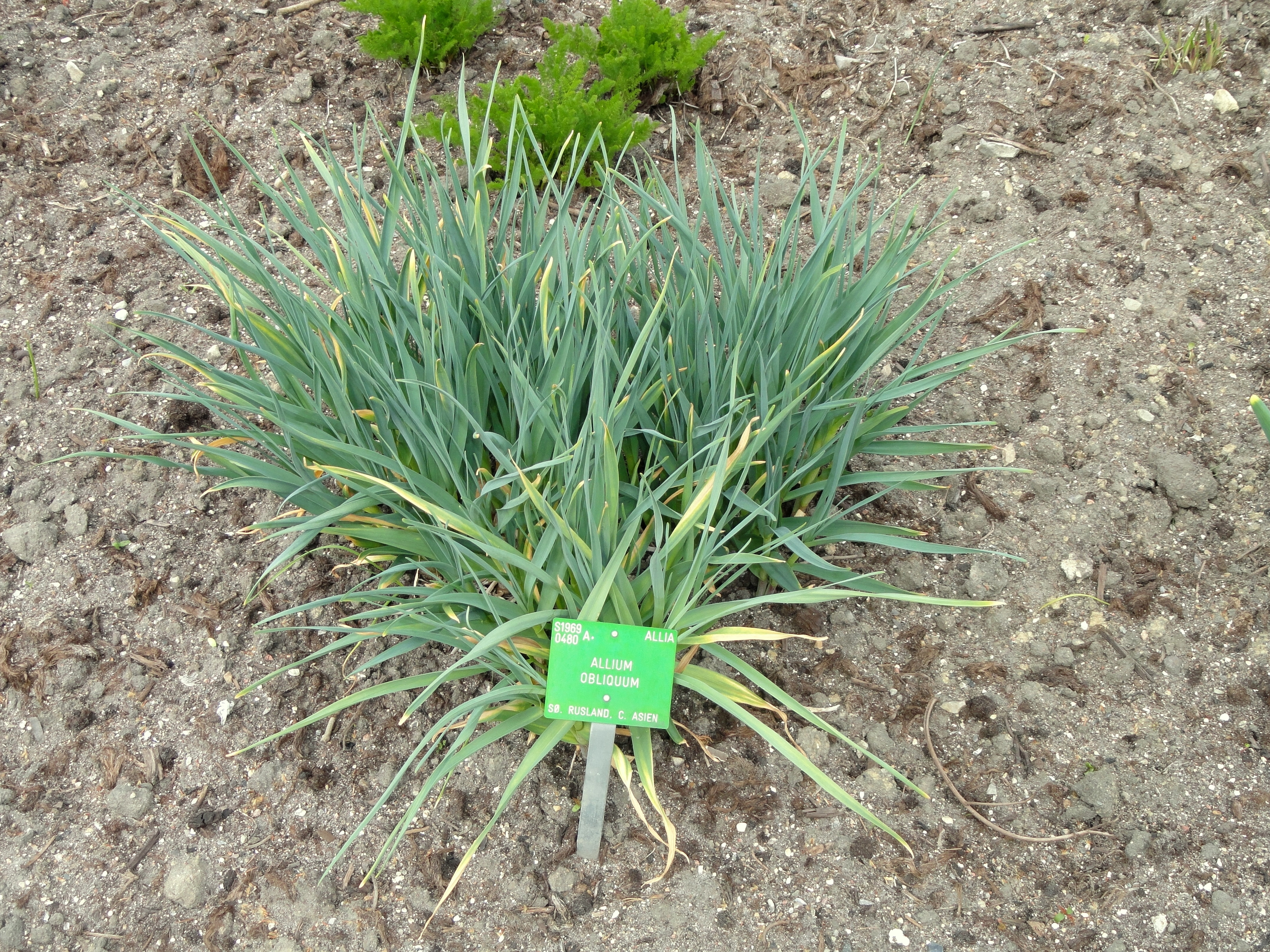
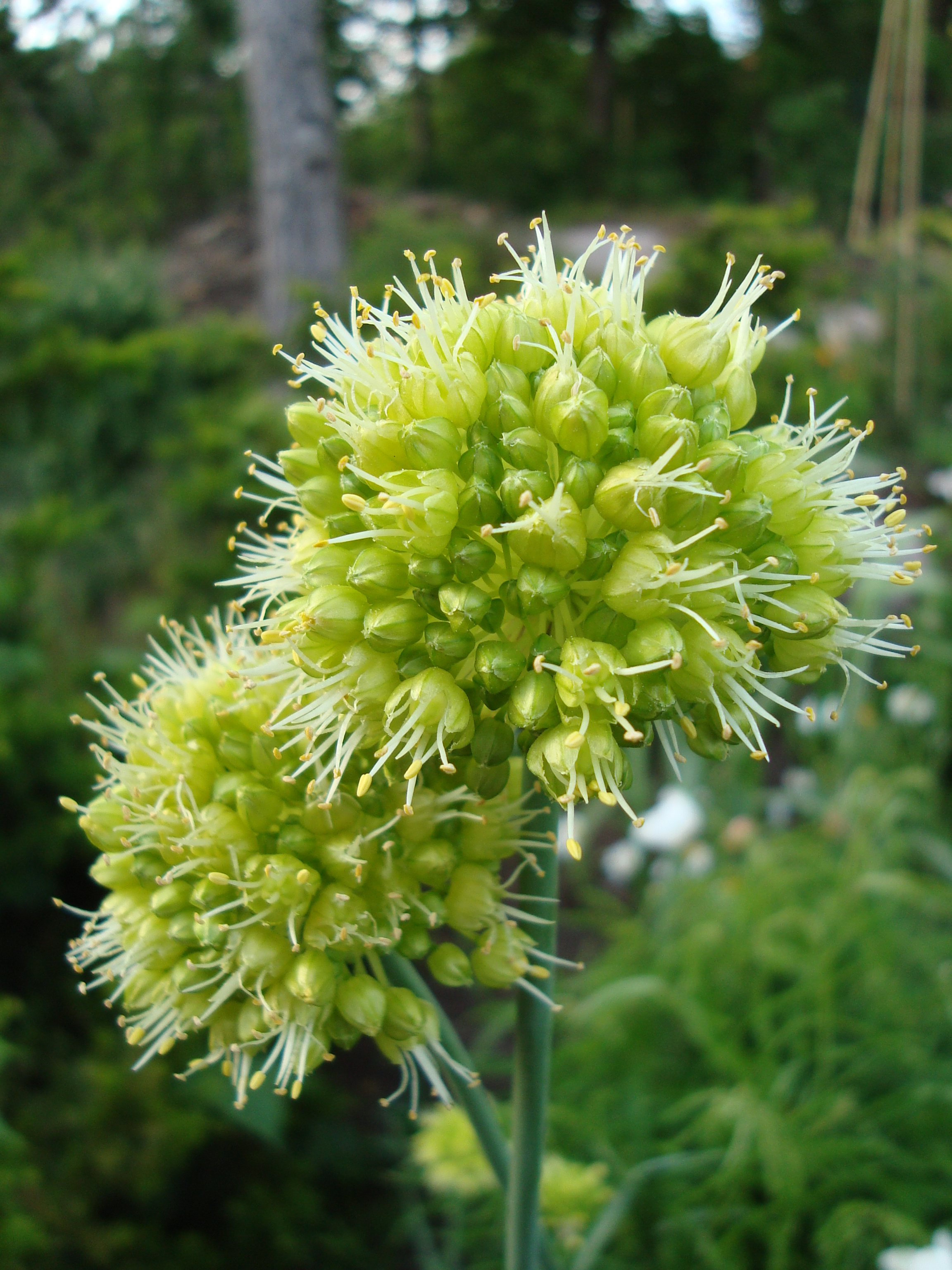